# 중성구 감소증
중성구 감소증(neutropenia) 또는 호중구 감소는 혈액 내 중성구(백혈구의 일종) 농도가 비정상적으로 낮은 상태이다.

## 징후 및 증상

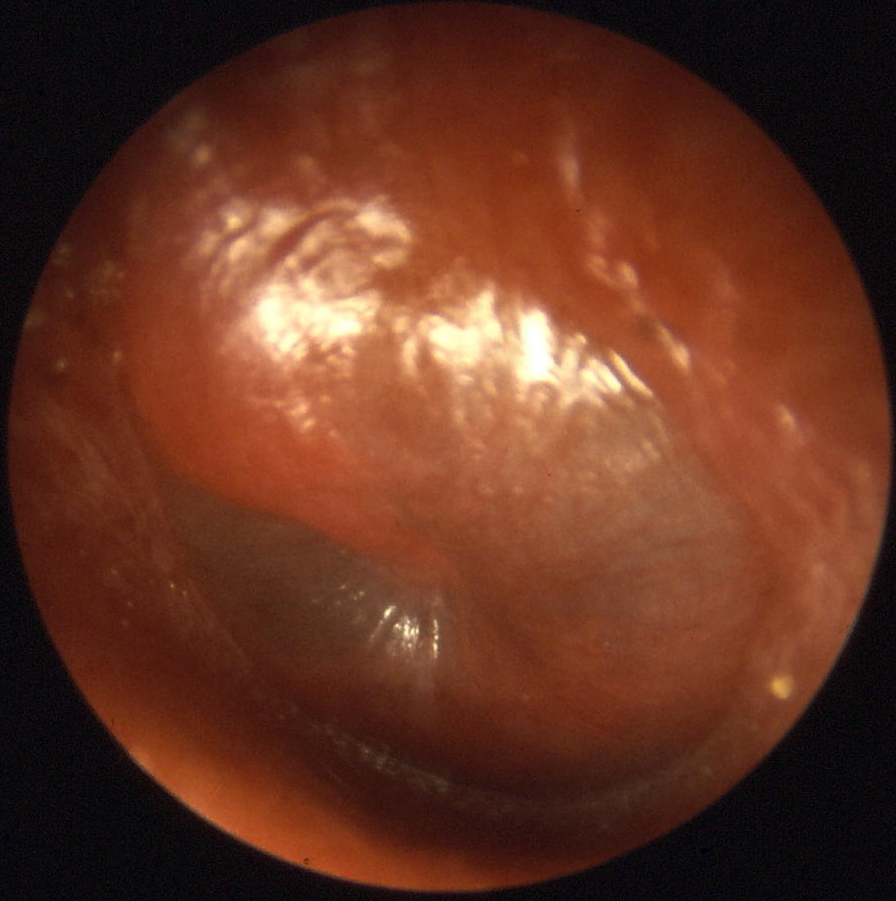
귀염

호중구감소증의 징후와 증상에는 발열, 삼키기 통증, 잇몸 통증, 피부 농양 및 귀염이 포함된다. 이러한 증상은 호중구감소증이 있는 개인이 종종 감염되기 때문에 나타날 수 있다.

## 원인
호중구감소증의 원인은 일시적인 문제와 만성적인 문제로 나눌 수 있다. 원인은 다음과 같은 집단으로 나눌 수 있다.

## 같이 보기
- 배막
- 무과립구증
- 중성구감소성 작은창자큰창자염